# Administración Nacional de Aviación Civil (Argentina)

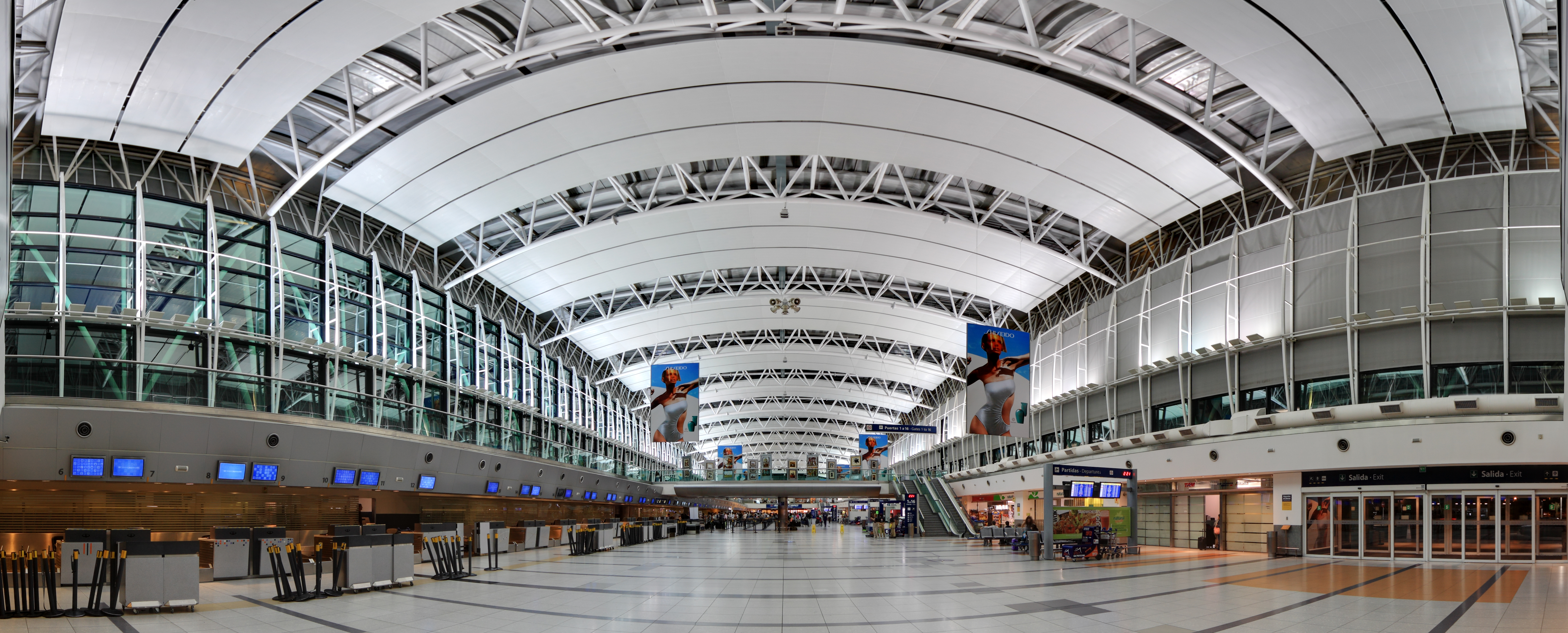
Aeropuerto de Ezeiza

La Administración Nacional de Aviación Civil (ANAC), autoridad aeronáutica de la República Argentina, es un organismo descentralizado dependiente de la secretaría de Transporte del Ministerio de Economía de la Nación, cuya misión consiste en Normar, Regular y Fiscalizar la aviación civil Argentina, optimizando niveles de Seguridad Operacional, en el espacio aéreo, aeropuertos y aeródromos de todo el País.
El Organismo fue creado en 2007 al pasar a la órbita civil las funciones que cumplía el Comando de Regiones Aéreas de la Fuerza Aérea Argentina y la Subsecretaría de Transporte Aerocomercial dependiente hasta el 2012 del Ministerio de Planificación Federal, Inversión Pública y Servicios, pasando a depender a partir de ese año del Ministerio del Interior y Transporte.
Originalmente el proyecto incluía disolver el ente autárquico llamado Organismo Regulador del Sistema Nacional de Aeropuertos - ORSNA y traspasar sus funciones a la ANAC, pero esto último no sucedió.

## Creación
A partir del 1.º de julio del 2007 en el marco de las reformas que se venían realizando a nivel aeronáutica y actualización del Código Aeronáutico, y modernización normativa, en línea a los estándares internacionales más de 3000 militares pasaron en «comisión» por un año, a la órbita de la Secretaría de Transporte de la Nación dependiente de la Secretaría de Transporte del Ministerio de Planificación Federal, Inversión Pública y Servicios, dado que el Comando de Regiones Aéreas, encargado de la totalidad del control del tráfico aéreo, fue disuelto y sus funciones, aeropuertos, direcciones, Centro de Instrucción Perfeccionamiento y Experimentación, y las cuatro regiones aéreas (RACE, RANO, RANE, RASU) pasaron a manos civiles para funcionar en un nuevo organismo denominado Administración Nacional de Aviación Civil (ANAC). Por su parte el Personal Civil que se desempeñaba en los destinos de ese Comando, conjunto al Personal Docente Civil, Contratados y el Personal del Proyecto ARG/04/801 de la OACI, alrededor de 1046 personas, pasaron definitivamente como personal de planta permanente de la nueva Administración. La función del Comando de Regiones Aéreas era consensuada y fiscalizada por la OACI y por la IATA, en tanto que a partir de este cambio jurídico de política aeronáutica, los mismos organismos internacionales llevarán la mencionada coordinación con la ANAC. El personal civil que se desempeñaba en los destinos de ese comando, pasaron definitivamente como personal de planta permanente de la nueva administración. Los militares tenían la opción de volver a la Fuerza Aérea. A su vez, la Subsecretaría de Transporte Aerocomercial dependiente de la ya mencionada Secretaría de Transporte de la Nación y el ente autárquico conocido como Organismo Regulador del Sistema Nacional de Aeropuertos (ORSNA) se fusionaron con la ANAC que poseía todas las funciones y organismo del ex-Comando de Regiones Aéreas, salvo el Servicio Meteorológico y la Policía Aeronáutica. De los 3000 militares que trabajaban en comisión, la mitad de ellos fueron dados de baja a su solicitud de la Fuerza Aérea para integrar los planteles de ANAC como trabajadores civiles. En el caso de los 1046 civiles de la FAA  pasaron a formar parte del plantel de la ANAC.

## Funcionamiento
A fin de garantizar un correcto traspaso de las funciones, se puso en vigencia la Unidad Coordinadora de Transferencia a cargo de la Jefatura de Gabinete de Ministros, del Ministerio de Planificación Federal, Inversión Pública y Servicios, del Ministerio de Defensa de Argentina y de la Jefatura del Estado Mayor General de la Fuerza Aérea. El proyecto de transferencia de funciones, originalmente contemplaba incluir y fusionar a la ANAC, al descentralizado y autárquico, Organismo Regulador del Sistema Nacional de Aeropuertos (ORSNA) y a las tareas de la Subsecretaría de Transporte Aerocomercial dependiente del Ministerio de Planificación Federal, pero finalmente se dejó sin efectos la inclusión del primero, manteniendo su carácter de organismo independiente; mientras que la Subsecretaria de Transporte Aerocomercial fue disuelta y sus funciones pasaron a ser ejercidas por la ANAC a partir del 4 de agosto de 2009.
Por su parte, la ANAC, (antiguamente el CRA) se ocupa de las rutas aéreas y del control sobre la totalidad de las aeronaves que surcan el espacio aéreo nacional. 
En tanto que la vigilancia y custodia del espacio aéreo soberano ante la invasión de aeronaves extranjeras u objetos no identificados en los radares, es función meramente militar, siempre fue realizado por el Ce.Vyca, unidad dependiente del Comando de Alistamiento y Adiestramiento de la Fuerza Aérea.

## Nómina de Administradores Nacionales
| N.º | Administrador Nacional | Partido | Periodo                                       | Presidente |
| --- | ---------------------- | ------- | --------------------------------------------- | --- |
| 1   | Rodolfo Gabrielli      | PJ      | 15 de enero de 2008 - 30 de julio de 2010     | Cristina Fernández de Kirchner |
| 2   | Alejandro Granados     | PJ      | 13 de agosto de 2010 - 11 de enero de 2016    | Cristina Fernández de Kirchner (13 de agosto de 2010-10 de diciembre de 2015) Mauricio Macri (10 de diciembre de 2015-11 de enero de 2016) |
| 3   | Juan Pedro Irigoin     | —       | 11 de enero de 2016 - 14 de diciembre de 2017 | Mauricio Macri |
| 4   | Tomás Insausti         | —       | 1 de enero de 2018 - 10 de diciembre de 2019  | Mauricio Macri |
| 5   | Paola Tamburelli       | —       | 26 de enero de 2020 - 2 de enero de 2024      | Alberto Fernández (26 de enero de 2020 - 10 de diciembre de 2023) Javier Milei (10 de diciembre de 2023 - 2 de enero de 2024)              |
| 6   | Gustavo Marón          | —       | 2 de enero de 2024 - 12 de julio de 2024      | Javier Milei |
| 7   | María Julia Cordero    | —       | 13 de julio de 2024 - actualidad              | Javier Milei |

## El antiguo Comando de Regiones Aéreas
El Comando de Regiones Aéreas fue creado como organismo de la Fuerza Aérea por el gobierno de facto de General Onganía en 1968, a él pasaron las funciones de la Dirección Nacional de Aviación Civil y de la Dirección General de Circulación Aérea y Aeródromos, entes que fueron disueltos por la gestión del citado presidente de facto. El Comando de Regiones Aéreas, sumó además las direcciones de Policía Aeronáutica y del Servicio Meteorológico. Todas estas estructuras recuperaron su autonomía civil a partir del Gobierno de Néstor Kirchner. Los aeropuertos y aeródromos de todo el país, pertenecían a la Fuerza Aérea Argentina, a través de su Comando de Regiones Aéreas, hasta que durante el gobierno de Carlos Menem en un marco de privatizaciones, en la década de 1990, la concesión y administración de los mismos pasaron a manos de capitales privados, a las empresas competitivas entre sí, Aeropuertos Argentina 2000 y London Supply, quienes todavía las poseen.
El Comando de Regiones Aéreas se constituía hacia el año, (Previo a su desactivación) de la siguiente manera:
- Comandante (Cargo disuelto para la habilitación del nuevo cargo civil de "Director de ANAC")
- Estado Mayor del Comando de Regiones (Cargo disuelto)
- Dirección Nacional de Sensores Radar (Traspasado a la Dirección General de Material de la Fuerza Aérea)
- Dirección Nacional de Aeronavegabilidad (Traspasado a la ANAC)
- Dirección de Habilitaciones Aeronáuticas (Traspasada a la ANAC como Dirección de Operaciones de Aeronaves)
- Dirección de Tránsito Aéreo (Traspasado a la ANAC y vuelto a traspasar a la Fuerza Aérea)
- Dirección del Servicio Meteorológico Nacional (Traspasado al Ministerio de Defensa)
- Dirección Nacional de Policía Aeronáutica (Traspasada al Ministerio de Justicia y Derechos Humanos y luego al Ministerio de Seguridad de la Nación como una policía civil autártica intervenida llamada Policía de Seguridad Aeroportuaria)
- Centro de Instrucción, Perfeccionamiento y Experimentación (CIPE) (Traspasado a la ANAC)
- Junta de Investigación de Accidentes de la Aviación Civil (JIAA) (Se transformó en un ente autárquico dependiente del Gobierno)
- Instituto Nacional de Medicina Aeronáutica y Espacial (Quedó en Fuerza Aérea, pasando a depender primero del Comando de Personal y luego de la recientemente creada Dirección General de Personal y Bienestar). (La función de aptitud psicofísica de la ANAC es llevada a cabo por un nuevo organismo dependiente de la misma, llamado Dirección de Sanidad Aeroportuaria.
- Instituto Nacional de Aviación Civil (Quedó en Fuerza Aérea, pasando a depender primero del Comando de Personal para luego depender de la recientemente creada, Dirección General de Educación)
- Región Aérea Centro (En el predio del Aeropuerto Ministro Pistarini) (Traspasado a la ANAC con el nombre de Dirección Regional Centro)
- Región Aérea Noroeste (Traspasado a la ANAC con el nombre de Dirección Regional Noroeste, en tanto que continúa funcionando la Unidad Militar del Área Material)
- Región Aérea Noreste (El aeropuerto de Resistencia) Chaco (Traspasado a la ANAC con el nombre de Dirección Regional Noreste, en tanto se creó una nueva unidad militar en Resistencia para el control de los vuelos ilegales y clandestinos de la triple frontera con cargas del narcotráfico)
- Región Aérea Sur (En el predio de la IX Brigada Aérea de Comodoro Rivadavia) (Traspasado a la ANAC con el nombre de Dirección Regional Sur, en tanto continúa funcionado la militar IX Brigada Aérea)
- Todos los aeropuertos y aeródromos de Argentina (Concesionados a la empresa Aeropuertos Argentina 2000 y controlados por el ORSNA)
- Las Torres de Control de los aeropuertos

## Actualidad
En noviembre de 2011, tras un conflicto sindical, se transfirieron nuevamente las funciones del control del tránsito aéreo nuevamente a la Fuerza Aérea Argentina denominándose Dirección General de Control del Tránsito Aéreo, recomendación recibida desde la OACI.
En la actualidad, Las direcciones regionales(mencionadas más arriba) controlan la navegación y las rutas aéreas. Las cuatro direcciones regionales dependen de la Dirección Nacional de Navegación Aérea.
También en la ANAC se crearon las flamantes: Dirección Nacional de Navegación Aérea y Aeródromos, Dirección de Transporte Aéreo, Dirección Nacional de Seguridad Operacional, y también se creó la Dirección General de Infraestructura y Servicios Aeroportuarios.
Actualmente muchos aeródromos y aeropuertos bajo la jurisdicción de la ANAC, comparten el predio de las diferentes bases aéreas militares y brigadas aéreas de la Fuerza Aérea Argentina, tales son los casos de El Palomar, Morón, Mariano Moreno, Paraná, Tandil, Comodoro Rivadavia, Río Gallegos, Mar del Plata, Mendoza, Villa Reynolds y Reconquista.
También la Armada Argentina comparte establecimientos con el sector civil. El Aeropuerto Comandante Espora (de Bahía Blanca) lo hace con la Base Aeronaval Comandante Espora; el Aeropuerto Almirante Marcos A. Zar lo hace con la Base Aeronaval Almirante Zar.
La actual ANAC tiene como acciones principales la de intervenir en la elaboración de proyectos normativos vinculados a la materia de su competencia, en las áreas de aeródromos, mercancías peligrosas, peligro aviario, SEI, y sanidad aeroportuaria; como así también, la de implementar programas y proyectos de diseño relacionados con la construcción y el adecuado mantenimiento de la infraestructura aeronáutica nacional, con el propósito de garantizar la seguridad de las operaciones aéreas.
En agosto de 2016 se transfirieron los Servicios de Navegación Aérea a la EANA.

## Funciones
Tiene como acciones principales la de intervenir en la elaboración de proyectos normativos vinculados a la materia de su competencia, en las áreas de aeródromos, mercancías peligrosas y sanidad aeroportuaria; como así también, la de implementar programas y proyectos de diseño relacionados con la construcción y el adecuado mantenimiento de la infraestructura aeronáutica nacional, con el propósito de garantizar la seguridad de las operaciones aéreas.